# Pitoco
Pitoco, nome artístico de Hélio Eduardo Afonso (Santo André, 2 de junho de 1970 — São Paulo, 10 de junho de 2009) foi um humorista brasileiro que atuou no SBT e na Rede Record, ao lado da apresentadora Eliana.

## Carreira
Em 1998, quando Eliana se transferiu para a Rede Record,Hélio fazia parte da equipe da apresentadora e a acompanhou na mudança de emissora.
Entre a estreia do programa [[Eliana e Alegria em outubro de 1998 e o encerramento da carreira infantil da apresentadora em 2004, fez muito sucesso na parceiria com Edílson Oliveira da Silva, que interpretava o personagem Chiquinho.
Hélio ainda fez parte do elenco do programa Ed Banana - que era comandado por Edílson Oliveira - e participações esporádicas no programa Show do Tom.

## Morte
Faleceu no dia 10 de junho de 2009, no Hospital das Clínicas, em São Paulo, vítima de uma hemorragia interna. O humorista sofria de hepatite C.